# Nagyszokond község
Nagyszokond község (románul: Comuna Socond) község Szatmár megyében, Romániában. Központja Nagyszokond, beosztott falvai Béltekhodos, Felsőboldád, Kisszokond, Laphegy.

## Népessége
A 2011-es népszámlálás adatai alapján a község népessége 2641 fő volt.